# Alibek Kasym
Alibek Kasym (en kazajo: Әлібек Бекбайұлы Қасым; Oral, 27 de mayo de 1998) es un futbolista kazajo que juega en la demarcación de defensa para el FC Aktobe de la Liga Premier de Kazajistán.

## Selección nacional
Tras jugar con la selección de fútbol sub-17 de Kazajistán, la sub-19 y la sub-21, hizo su debut con la selección absoluta el 4 de junio de 2021 en un partido contra Macedonia del Norte que finalizó con un resultado de 4-0 a favor del combinado macedonio tras los goles de Ezgjan Alioski, Ivan Tričkovski, Milan Ristovski, y Darko Churlinov.

## Clubes
| Club         | País       | Año       | Partidos | Goles |
| ------------ | ---------- | --------- | -------- | ----- |
| FC Kairat    | Kazajistán | 2016-2020 | 1        | 0     |
| FC Kyzylzhar | Kazajistán | 2020-2022 | 44       | 9     |
| FC Aktobe    | Kazajistán | 2022-     | 83       | 18    |

## Palmarés

### Títulos nacionales
| Título             | Club         | País       | Año  |
| ------------------ | ------------ | ---------- | ---- |
| Copa de Kazajistán | F. C. Aktobe | Kazajistán | 2024 |